# Anetta Mona Chisa
Anetta Mona Chisa (ur. 1975 w Rumunii) - artystka. 
Studiowała w Akademii Sztuk Pięknych w Bratysławie. Od 2002 roku pełni funkcję asystenta na Wydziale Nowych Mediów Akademii Sztuk Pięknych w Pradze. Tworzy instalacje, prace wideo, performance oraz fotografie. Od 2000 roku pracuje wspólnie z Lucią Tkácovą. Ich prace często są kontekstualną interpretacją sztuki z Europy Wschodniej - odzwierciedlają zainteresowanie problematyką społeczną, polityczną i historyczną.